# 贋作師
《贋作師》是日本雙人樂團 ALI PROJECT 的第十二張錄音室專輯，收錄10首歌曲，由德間日本傳播於2012年7月18日發售，僅有 CD Only 一種版本。

## 主題
深具天賦的贋作畫師有以假亂眞的能力和孤高而強韌的精神，被其引誘的泛泛之輩終究無法辨識這之中的眞偽衝突。專輯曲目描述了「陰與陽」、「光與暗」、「善與惡」這些亙古衝突的主題，並傳達出「眞或偽？眞理究竟存在於何處⋯⋯」這樣的意念。主唱寶野亞莉華於專輯封面和內頁寫眞如願以償打扮成她自幼就喜好的維拉斯奎茲畫作《着粉裝的馬佳莉塔·德雷莎公主》裡的西班牙公主造型。 描述這張專輯「妖艷迷人的哥德流行於此作中仍舊發揮着壓倒性的存在感。」

## 收錄曲
| CD   | CD                                     | CD   |
| 曲序 | 曲目                                   | 时长 |
| ---- | -------------------------------------- | ---- |
| 1.   |                                        | 4:54 |
| 2.   | （歌詞主題來自《愛麗絲鏡中奇遇》）     | 4:28 |
| 3.   | （使用了二胡演奏的中華風格曲目）       | 5:04 |
| 4.   |                                        | 4:56 |
| 5.   | （法文曲名，「眞實/眞理」之意）        | 4:53 |
| 6.   | （主題是如同《化身博士》裡的雙重人格） | 4:38 |
| 7.   |                                        | 5:38 |
| 8.   |                                        | 4:28 |
| 9.   |                                        | 4:57 |
| 10.  | （曲目背景設置於上海動盪時期）         | 4:43 |